# Zhang Changhong
Zhang Changhong (chiń. 张常鸿; ur. 14 lutego 2000 w Shandong) – chiński strzelec specjalizujący się w strzelaniu z karabinu, mistrz olimpijski z Tokio, rekordzista świata.

## Życiorys
Chińczyk zaczął uprawiać sport w 2015 roku. Jest praworęczny, mierzy z broni prawym okiem.

## Przebieg kariery
W 2017 brał udział w strzeleckich mistrzostwach świata juniorów w Suhl, na których wystąpił w trzech konkurencjach. W konkurencji k. pneumatyczny 10 m zajął 26. pozycję, w konkurencji k. małokalibrowy 50 m w trzech postawach zajął 62. pozycję, natomiast w konkurencji k. małokalibrowy 50 m w postawie leżącej uplasował się na 69. pozycji. W tym samym roku wystąpił też w mistrzostwach Azji w strzelaniu z 10 m, w ramach których wystartował w konkurencji k. pneumatyczny 10 m i został młodzieżowym mistrzem kontynentu.
W 2018 uczestniczył w mistrzostwach świata, na których nie zdobył żadnego medalu – w konkurencji zarówno k. małokalibrowy 50 m w trzech postawach, jak i k. małokalibrowy 50 m w postawie leżącej zajął tę samą, 17. pozycję. Był uczestnikiem letnich igrzysk olimpijskich młodzieży w Buenos Aires, w czasie tych zmagań wystąpił w konkurencji k. pneumatyczny 10 m i zajął 4. pozycję. Rok później zajął 4. pozycję w konkurencji k. małokalibrowy 50 m w trzech postawach, którego zawody rozgrywano w ramach mistrzostw Azji.
Uczestniczył w rozgrywanych w Tokio letnich igrzyskach olimpijskich. W ich trakcie udało mu się zdobyć złoty medal – dokonał tego w konkurencji k. małokalibrowy 50 m w trzech postawach, gdzie w eliminacjach uzyskał wynik 1183 pkt, w finale zaś uzyskał wynik 466 pkt będący równocześnie nowym rekordem świata.